# بطاران
بطاران هي قرية لبنانية من قرى قضاء الضنية في محافظة الشمال.